# زیبای برون
بلوبرونوس (نام علمی: Bellubrunnus) نام یک سرده از راسته پتروسور است.